# كاما (فوكوكا)
مدينة كاما (بالإنجليزية: Kama)‏ هي أحد المدن التابعة لمحافظة فوكوكا. تأسست رسميًا في 27/03/2006. ويقدر عدد سكانها بـ 44431 نسمة حسب تقدير مكتب الإحصاء الياباني لعام 2012. تبلغ مساحة كاما 135.18 كم2. بكثافة سكانية تبلغ 329 نسمة/كم2.

## أعلام
- كوجي سيتو